# 𦰛川县
𦰛川县，中国古县名。
北周置𦰛川县，治所在今湖北省钟祥市东北。属滶川郡。隋朝开皇三年（583年），属郢州，大业三年（607年）属竟陵郡。唐朝初年废，地入长寿县。 